# Barton in Fabis
 (janvier 2024).
Pour les articles homonymes, voir Barton.
Barton in Fabis est un village du Nottinghamshire, en Angleterre.